# Orthotylus minuendus
Orthotylus minuendus är en insektsart som beskrevs av Knight 1925. Orthotylus minuendus ingår i släktet Orthotylus och familjen ängsskinnbaggar. Inga underarter finns listade i Catalogue of Life.